# Вирго, Эдуард

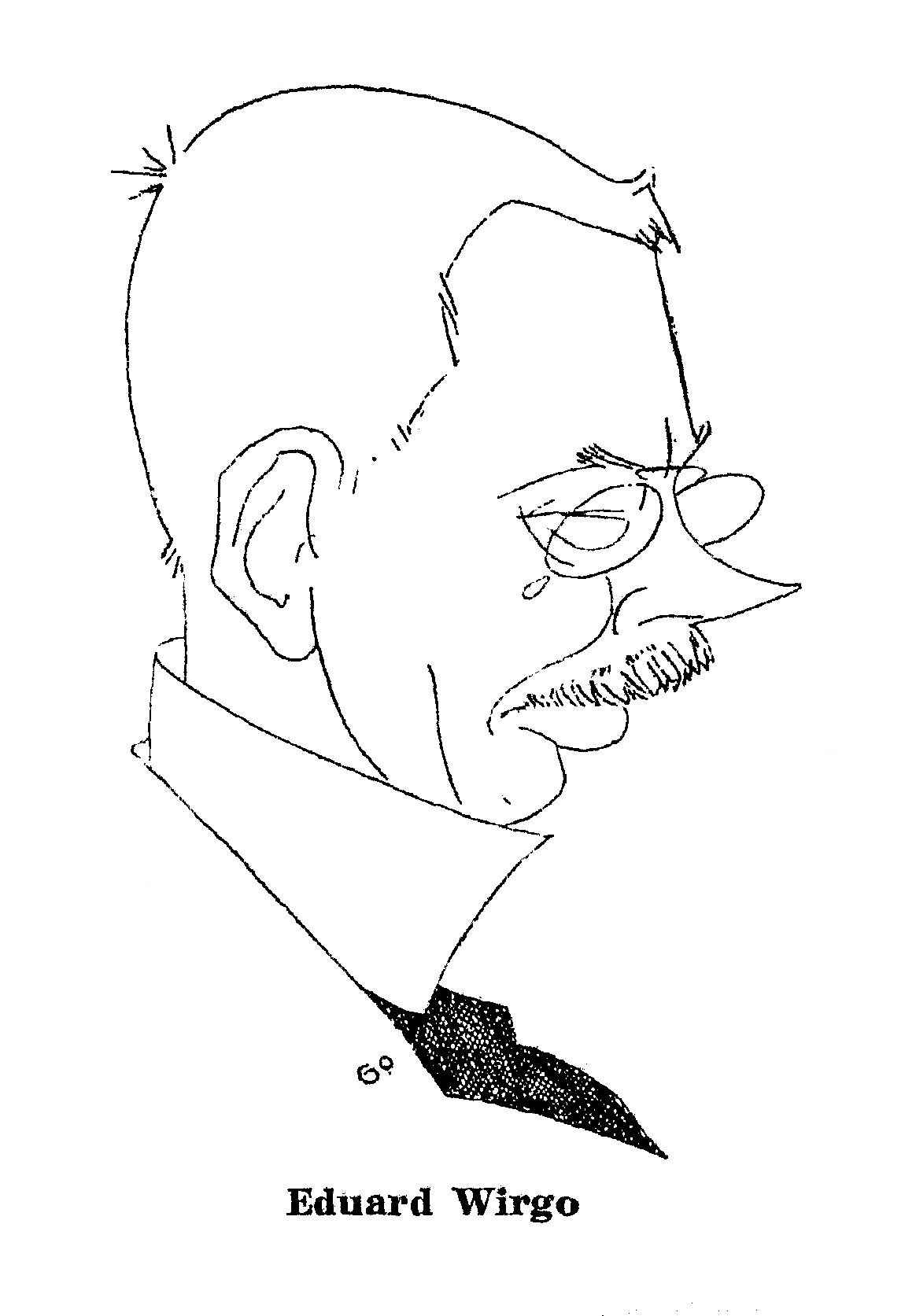
Шарж на Э. Вирго

Эдуард-Рейнхольд Вирго (эст. Eduard Virgo; 16 октября 1878, Вирумаа, Лифляндская губерния, Российская империя — 28 апреля 1938, Таллин, Эстония) — эстонский общественный деятель, журналист, редактор, переводчик, дипломат, издатель.

## Биография
Учился в морской школе в 1896—1897 годах, позже в 1903—1906 годах — в парижской Школе высших социальных исследований и Сорбонне во Франции. Сначала работал матросом и городским писарем, в 1900 году — журналистом в Teataja,  во время учёбы был её парижским корреспондентом. С 1906 года редактировал радикальные газеты Sõnumed и Vaatleja, в 1907 году был выслан из России, вернулся на родину в 1909 году и работал журналистом и членом редколлегий в Postimees и Päevaleht. В 1912—1916 годах — владелец и руководитель издательства Maa, 1914—1915 годы — основатель и редактор журнала Tallinna Kaja.
Принимал участие в Первой мировой войне в 1916—1917 годах. В 1918 году входил в состав иностранной делегации Эстонской Республики. Был дипломатическим представителем в Риме и Лондоне (добился признания Эстонии де-факто британским правительством и Святым Престолом), добился получения военной помощи от Великобритании. 
Участвовал в создании Эстонского телеграфного агентства в Таллине в 1919 году. Участвовал в Тартуской мирной конференции 1920 года в качестве секретаря делегации Эстонии. 
В 1920—1921 годах работал помощником министра иностранных дел Эстонии, затем временным поверенным в делах в скандинавских странах. В 1928—1931 годах — посол в Риге, в 1931—1938 годах — руководитель  отдела внешней торговли Министерства иностранных дел Эстонской Республики. Основатель Эстонско-латвийской и латвийско-эстонской обществ дружбы (1928 и 1929) и их почётный член.